# Attalos (Diadoche)
Attalos (altgriechisch Ἄτταλος Áttalos; † 316 v. Chr.) war ein makedonischer Soldat Alexanders des Großen und ein Feldherr in den frühen Diadochenkriegen.
Er war einer der vier Söhne des Andromenes, seine Brüder waren Amyntas, Simmias und Polemon. Die Brüder wurden bereits von König Philipp II. an den makedonischen Hof in Pella geholt, wo sie in wichtige Positionen gelangten. Attalos wurde sogar ein Leibwächter (somatophlax) des Königs und war einer derjenigen, die 336 v. Chr. den Attentäter Pausanias töteten. Denn Asienfeldzug Alexanders bestritt er als ein Soldat in der Abteilung (taxis) seines Bruders Amyntas. In der Affäre um den Attentatsplan des Dimnos gerieten die Brüder 330 v. Chr. in den Verdacht, an der Verschwörung teilgenommen zu haben, wurden aber nach einer Verteidigung des Amyntas von jedem Verdacht freigesprochen. Im Jahr 328 v. Chr. wird Attalos in Baktrien als Anführer einer Abteilung Infanteristen (pezhetairoi) und bei der Aufklärung der Pagenverschwörung genannt.
Attalos war verheiratet mit Atalante, der Schwester des hochgestellten Feldherren Perdikkas. Der Zeitraum der Eheschließung ist nicht überliefert, er könnte jedoch noch vor dem Asienfeldzug gelegen haben. Folglich unterstützte Attalos nach dem Tod Alexanders 323 v. Chr. seinen Schwager als Regenten des Alexanderreichs. Mit ihm zog er 321 v. Chr. von Babylon nach Kleinasien, um dort die revoltierenden Pisidier zu unterwerfen. Anschließend wurde er mit seinem Bruder Polemon beauftragt, in Syrien den Leichenzug Alexanders zu übernehmen, um ihn nach Makedonien zu führen. Der General Arrhidaios aber, der den Leichenzug bis dahin anführte, konnte dem Zugriff des Attalos entgehen und mit Hilfe des Ptolemaios den Leichnam des Eroberers nach Ägypten bringen.
Im ersten Diadochenkrieg kommandierte Attalos eine Flotte gegen die Küste Ägyptens, während Perdikkas mit einem Landheer gegen den Nil vorstieß. Dort aber erhoben sich 320 v. Chr. die eigenen Soldaten gegen den Regenten und ermordeten ihn, während sich Attalos mit der Flotte vor Pelusium aufhielt. Seine Frau, die sich im Feldlager befand, wurde ebenfalls von den Meuterern ermordet. Attalos wandte sich mit seinen Schiffen nach Tyros, wo er vom gleichgesinnten Stadtkommandanten Archelaos aufgenommen wurde, der ihm einen Schatz von 800 Talenten aushändigte.  In Tyros sammelten sich um ihn die überlebenden Anhänger des Perdikkas, mit denen er von See aus Angriffe auf mehrere rhodische Kolonien an der kleinasiatischen Küste durchführte, die allerdings an deren starker Verteidigung scheiterten. Anschließend verbündete er sich mit seinem überlebenden Schwager Alketas, mit dem er nun gemeinsam die Führung der Perdikkaner übernahm. Sie landeten erfolgreich an der Küste Kariens an, wo sie ein Heer des Asandros schlugen. Im Frühjahr 319 v. Chr. drangen sie nach Pisidien vor, wo sie in der Nähe von Kretopolis aber von Antigonos Monophthalmos überrascht und besiegt wurden. Alketas beging darauf Selbstmord, während Attalos und einige andere Generäle in einen Kerker auf einer Felsenburg in Phrygien gebracht wurden.
Im Jahr 316 v. Chr. gelang es den Gefangenen nach einer Revolte, die Kontrolle über ihr Gefängnis zu übernehmen. Dort wurden sie aber umgehend von einem antigonidischen Heer unter der Führung der Stratonike belagert. Während einige Generäle wie Dokimos und Philotas in die Gefolgschaft des Antigonos überwechselten, setzte Attalos den Widerstand fort. Nach vier Monaten der Belagerung wurde die Festung gestürmt, Attalos wurde dabei getötet.